# 2024 w muzyce
Wydarzenia muzyczne w 2024 roku.

## Wydarzenia

### Polska
- 6 kwietnia – 45. urodziny Dżemu[1], Katowice, Spodek

#### Koncerty
- 27 i 29 lutego – Depeche Mode, Łódź, Atlas Arena[2]
- 5 marca – Madison Beer, Warszawa, Hala Torwar[3]
- 13 marca – The 1975, Warszawa, Hala Torwar[4]
- 18 marca – Niall Horan w ramach trasy „The Show Live On Tour 2024”, Łódź, Atlas Arena[5]
- 30 marca – Judas Priest, Saxon i Uriah Heep w ramach trasy „Metal Masters 2024”, Tauron Arena Kraków[6][7]
- 9 maja – Thirty Seconds to Mars w ramach trasy „Seasons World Tour 2024”, Tauron Arena Kraków[8]
- 6 czerwca – Sting w ramach trasy „My Songs Tour”, Gdańsk, Sopot, Ergo Arena[9]
- 7 czerwca – Sting w ramach trasy „My Songs Tour”, Łódź, Atlas Arena[10]
- 11 czerwca – Tool, Tauron Arena Kraków[11]
- 18 czerwca – Rod Stewart, Łódź, Atlas Arena[12][13]
- 5, 7 lipca – Metallica w ramach trasy „M72 World Tour”, Stadion Narodowy w Warszawie[14][15]
- 17 lipca – Kings of Leon, Tauron Arena Kraków[16][17]
- 21 lipca – Lenny Kravitz w ramach trasy „Blue Electric Light Tour”, Tauron Arena Kraków[18]
- 23 lipca – Lenny Kravitz w ramach trasy „Blue Electric Light Tour”, Łódź, Atlas Arena[19]
- 26, 27 lipca – Justin Timberlake w ramach trasy „The Forget Tomorrow World Tour”, Tauron Arena Kraków[20]
- 1, 2, 3 sierpnia – Taylor Swift w ramach trasy „The Eras Tour Live in Warsaw”, Stadion Narodowy w Warszawie[21][22]
- 24 sierpnia – Andrea Bocelli, Stadion Narodowy w Warszawie[23]
- 23 września – Aurora, Tauron Arena Kraków[24]
- 10 października – Nick Cave and the Bad Seeds w ramach trasy „The Wild God Tour”, Łódź, Atlas Arena[25]
- 11 października – Nick Cave and the Bad Seeds w ramach trasy „The Wild God Tour”, Tauron Arena Kraków[26]
- 17 października – Deep Purple i Jefferson Starship, Katowice, Spodek[27]
- 16 listopada – Andrea Bocelli, Tauron Arena Kraków[28]
- 19 listopada – Accept w ramach trasy „Humanoid Tour 2024”, Kraków, Klub Studio[29]
- 21 listopada – Sepultura, Katowice, Spodek[30]

#### Festiwale i konkursy
- 26. Bielska Zadymka Jazzowa, Bielsko-Biała i Zabrze, 13–17 marca[31]
- 60. Jazz nad Odrą, Wrocław, 23–28 kwietnia[32][33]
- 63. Festiwal Muzyczny w Łańcucie, 9 maja – 7 czerwca[34][35]
- 30. Jazz na Starówce, Warszawa, Studio Koncertowe PR im. Witolda Lutosławskiego, 5 lipca; Rynek Starego Miasta, 6 lipca – 31 sierpnia[36]
- 17. Suwałki Blues Festival, 11–13 lipca[37][38]
- Festiwal w Jarocinie, 18–21 lipca[39][40]
- 43. Piknik Country & Folk, Mrągowo, 25–28 lipca[41]
- 53. Złota Tarka, Iława, 5–8 sierpnia[42]
- 59. Międzynarodowy Festiwal Wratislavia Cantans, Wrocław, Dolny Śląsk, 5–15 września[43]
- 42. Rawa Blues Festival, Katowice, Spodek, 5 października[44][45]

### Świat

#### Koncerty
- 4 maja – Madonna w Rio de Janeiro na plaży Copacabana zgromadziła około 1,6 miliona uczestników[46]

#### Festiwale i konkursy
- 74. Festiwal Piosenki Włoskiej – San Remo, 6–10 lutego[47]
- 68. Konkurs Piosenki Eurowizji – Malmö, 7–11 maja[48]

## Zmarli
- 1 stycznia
  - Arkadiusz Malinowski – polski basista, wokalista i muzyk sesyjny (ur. 1975)[49]
- 4 stycznia
  - Witek Muzyk Ulicy, właśc. Witold Mikołajczuk – polski muzyk, kompozytor, akordeonista, gitarzysta, wokalista, autor tekstów i aranżer (ur. 1981)[50]
  - David Soul – amerykański aktor i piosenkarz (ur. 1943)[51]
  - John White – angielski kompozytor (ur. 1936)[52][53]
- 5 stycznia
  - Larry Collins – amerykański gitarzysta rock ’n’ rollowy (ur. 1944)[54]
  - Del Palmer – angielski inżynier dźwięku i basista znany ze współpracy z Kate Bush (ur. 1952)[55][56][57]
- 8 stycznia
  - Guy Bonnet – francuski piosenkarz, autor tekstów, kompozytor (ur. 1945)[58]
  - Phill Niblock – amerykański kompozytor i filmowiec (ur. 1933)[59]
  - Gianfranco Reverberi – włoski muzyk i kompozytor (ur. 1934)[60]
- 9 stycznia
  - Delfina Ambroziak – polska śpiewaczka operowa (sopran) (ur. 1939)[61]
  - James Kottak – amerykański gitarzysta i perkusista rockowy, członek zespołu Scorpions (ur. 1962)[62]
- 10 stycznia
  - Janusz Majewski – polski reżyser filmowy, autor m.in. dokumentów związanych z polskim jazzem, scenarzysta, pisarz, autor książek, wykładowca (ur. 1931)[63]
  - Tamara Milaszkina – rosyjska śpiewaczka operowa (sopran), Ludowy Artysta ZSRR (ur. 1934)[64]
- 12 stycznia
  - Anthony Holt – angielski śpiewak (baryton), członek zespołu wokalnego The King’s Singers (ur. 1940)[65]
- 13 stycznia
  - Jo-El Sonnier – amerykański piosenkarz i akordeonista country, autor tekstów (ur. 1946)[66][67]
  - Romuald Twardowski – polski kompozytor i pedagog (ur. 1930)[68]
- 16 stycznia
  - Laurie Johnson – angielski kompozytor i bandleader (ur. 1927)[69]
  - Peter Schickele – amerykański kompozytor (ur. 1935)[70]
- 17 stycznia
  - Barbara Barska-Stockinger – polska piosenkarka (ur. 1927[71][72] lub 1926)[73]
  - Toni Stern – amerykańska autorka tekstów piosenek (ur. 1944)[74]
- 19 stycznia
  - Ewa Podleś – polska śpiewaczka operowa (kontralt) (ur. 1952)[75][76]
  - Marlena Shaw – amerykańska piosenkarka jazzowa, bluesowa i soulowa (ur. 1942)[77]
  - Mary Weiss – amerykańska piosenkarka pop (ur. 1948)[78][79]
- 23 stycznia
  - Frank Farian, właśc. Franz Reuther – niemiecki muzyk i producent muzyczny; opiekun m.in. Boney M., Eruption, Milli Vanilli (ur. 1941)[80]
  - Melanie Safka – amerykańska piosenkarka (ur. 1947)[81]
- 24 stycznia
  - Wieronika Krugłowa – rosyjska piosenkarka estradowa (ur. 1940)[82][83]
- 25 stycznia
  - Michel Hausser – francuski wibrafonista jazzowy (ur. 1927)[84]
- 26 stycznia
  - Dean Brown – amerykański gitarzysta fusion jazzowy, muzyk sesyjny (ur. 1955)[85]
  - Michael Watford – amerykański piosenkarz dance (ur. 1959)[86]
  - Stanisław Zubel – polski kontrabasista jazzowy, członek zespołu Flamingo (ur. 1946)[87]
- 28 stycznia
  - Albert Mayr – włoski kompozytor (ur. 1943)[88]
- 29 stycznia
  - Jan Lach – polski muzykolog, dyrygent, profesor Uniwersytetu Kazimierza Wielkiego w Bydgoszczy (ur. 1936)[89]
- 30 stycznia
  - Hinton Battle – amerykański aktor, piosenkarz, tancerz i instruktor tańca (ur. 1956)[90]
  - Chita Rivera – amerykańska aktorka, tancerka i piosenkarka (ur. 1933)[91][92]
- 2 lutego
  - Steve Brown – brytyjski kompozytor, auto tekstów, producent, aranżer (ur. 1954)[93]
  - Wilhelmenia Fernandez – amerykańska śpiewaczka operowa (sopran) (ur. 1949)[94]
  - Wayne Kramer – amerykański muzyk punkrockowy, blues-rockowy, hardrockowy i jazzowy; gitarzysta, piosenkarz, autor piosenek i producent (ur. 1948)[95]
- 3 lutego
  - Aston Barrett – jamajski basista, członek zespołów Bob Marley & The Wailers i The Upsetters (ur. 1946)[96]
  - Michał Zieliński – polski teoretyk muzyki, kompozytor, aranżer i wokalista, kierownik artystyczny zespołu muzyki dawnej Collegium Vocale Bydgoszcz (ur. 1965)[97]
- 4 lutego
  - Leon Markiewicz – polski muzykolog, publicysta, profesor sztuk muzycznych (ur. 1928)[98]
- 5 lutego
  - Toby Keith – amerykański piosenkarz country, autor piosenek, aktor i producent nagrań (ur. 1961)[99]
- 6 lutego
  - Donald Kinsey – amerykański gitarzysta i wokalista z gatunku bluesa i reggae (ur. 1953)[100]
  - Seiji Ozawa – japoński dyrygent (ur. 1935)[101]
- 7 lutego
  - Henry Fambrough – amerykański wokalista R&B, muzyk zespołu The Spinners (ur. 1938)[102]
  - Mojo Nixon – amerykański muzyk i aktor (ur. 1957)[103]
- 9 lutego
  - Damo Suzuki – japoński wokalista, członek zespołu Can (ur. 1950)[104]
  - Jimmy Van Eaton – amerykański perkusista rock ’n’ rollowy, piosenkarz, producent nagrań (ur. 1937)[105]
- 11 lutego
  - Randy Sparks – amerykański piosenkarz, gitarzysta i bandżysta folkowy, autor piosenek (ur. 1933)[106]
- 12 lutego
  - Tamás Deák – węgierski kompozytor muzyki filmowej (ur. 1928)[107]
  - Roy Wales – brytyjski dyrygent chóralny, orkiestrowy i operowy (ur. 1940)[108]
- 14 lutego
  - Patrick Ireland – angielski altowiolista (ur. 1923)[109]
- 15 lutego
  - Ian Amey – angielski gitarzysta pop-rockowy, muzyk zespołu Dave Dee, Dozy, Beaky, Mick & Tich (ur. 1944)[110]
- 16 lutego
  - Ben Lanzarone – amerykański kompozytor, aranżer (ur. 1938)[111]
  - Dexter Romweber – amerykański gitarzysta rockabilly (ur. 1966)[112]
- 18 lutego
  - Kazimierz Michalik – polski wiolonczelista i pedagog akademicki (ur. 1933)[113]
- 22 lutego
  - Roni Stoneman – amerykańska bandżystka bluegrass (ur. 1938)[114]
- 23 lutego
  - Janusz Nowotarski – polski klarnecista i saksofonista jazzowy (ur. 1945)[115][116]
- 25 lutego
  - Christopher Hyde-Smith – brytyjski flecista (ur. 1935)[117]
  - Peter „Peetah” Morgan – jamajski wokalista reggae, muzyk zespołu Morgan Heritage (ur. 1973)[118][119]
  - Georg Riedel – szwedzki kontrabasista jazzowy i kompozytor (ur. 1934)[120]
- 26 lutego
  - Pankaj Udhas – indyjski piosenkarz gazel (ur. 1951)[121]
- 28 lutego
  - Bob Heil – amerykański inżynier dźwięku (ur. 1940)[122][123]
  - Eugen Indjic – amerykański pianista, laureat IV nagrody VIII Konkursu Chopinowskiego (1970) (ur. 1947)[124]
  - Cat Janice – amerykańska piosenkarka pop, autorka tekstów (ur. 1993)[125]
- 29 lutego
  - Marcin Bronikowski – polski śpiewak operowy (baryton) (ur. 1968)[126]
- 2 marca
  - Jim Beard – amerykański pianista jazzowy, kompozytor i producent (ur. 1960)[127][128]
- 3 marca
  - Eleanor Collins – kanadyjska piosenkarka jazzowa, prezenterka telewizyjna (ur. 1919)[129][130]
  - Brit Turner – amerykański perkusista rockowy, członek zespołu Blackberry Smoke (ur. 1966)[131][132]
- 4 marca
  - Amnon Weinstein – izraelski lutnik (ur. 1939)[133]
- 7 marca
  - Steve Lawrence – amerykański piosenkarz (ur. 1935)[134]
  - Margaret Tynes – amerykańska śpiewaczka operora (sopran) (ur. 1919)[135]
- 8 marca
  - George Newson – angielski kompozytor i pianista (ur. 1932)[136]
- 9 marca
  - Guy Touvron – francuski trębacz klasyczny (ur. 1950)[137]
- 10 marca
  - Karl Wallinger – walijski multiinstrumentalista, muzyk zespołu The Waterboys (ur. 1957)[138]
- 11 marca
  - Boss, właśc. Lichelle Laws – amerykański raper (ur. 1969)[139]
  - Eric Carmen – amerykański muzyk rockowy i popowy (ur. 1949)[140][141]
- 12 marca
  - James Whitbourn – brytyjski kompozytor i dyrygent (ur. 1963)[142]
- 13 marca
  - Margaret Curphey – angielska śpiewaczka operowa (sopran) (ur. 1938)[143]
  - Sylvain Luc – francuski gitarzysta jazzowy (ur. 1965)[144]
  - Aribert Reimann – niemiecki kompozytor i pianista muzyki poważnej (ur. 1936)[145][146]
- 14 marca
  - Lamara Czkonia – gruzińska śpiewaczka operowa (sopran) (ur. 1930)[147][148]
  - Byron Janis – amerykański pianista klasyczny (ur. 1928)[149]
  - Angela McCluskey – szkocka piosenkarka, autorka tekstów (ur. 1960)[150]
- 16 marca
  - Ernest Bryll – polski poeta, pisarz, autor tekstów piosenek, dziennikarz, tłumacz i krytyk filmowy (ur. 1935)[151]
- 17 marca
  - Cola Boyy – amerykański piosenkarz niezależny, orędownik osób niepełnosprawnych (ur. 1990)[152]
  - Steve Harley – brytyjski gitarzysta, harmonijkarz i wokalista glam rockowego zespołu Steve Harley & Cockney Rebel, autor tekstów piosenek (ur. 1951)[153]
  - Antoni Krupa – polski muzyk, kompozytor, dziennikarz, publicysta (ur. 1945)[154]
- 23 marca
  - Leszek Długosz – polski aktor, literat, kompozytor, pianista, jeden z najbardziej znanych polskich śpiewających poetów (ur. 1941)[155]
  - Igor Ozim – słoweński skrzypek klasyczny, pedagog (ur. 1931)[156][157]
  - Maurizio Pollini – włoski pianista i dyrygent, zwycięzca VI Międzynarodowego Konkursu Pianistycznego im. Fryderyka Chopina (1960) (ur. 1942)[158]
- 24 marca
  - Péter Eötvös – węgierski kompozytor, dyrygent i pedagog muzyczny (ur. 1944)[159][160]
- 25 marca
  - Humphrey Campbell – holenderski piosenkarz pochodzący z Surinamu, uczestnik Konkursu Piosenki Eurowizji (1992) (ur. 1958)[161]
  - Chris Cross – angielski gitarzysta basowy, współzałożyciel zespołu Ultravox (ur. 1952)[162]
  - Maurice El Médiouni – algierski pianista i kompozytor (ur. 1928)[163][164]
- 26 marca
  - George Nicolescu – rumuński piosenkarz (ur. 1950)[165]
- 29 marca
  - Gerry Conway – brytyjski perkusista, członek wielu zespołów folk-rockowych i rockowych, muzyk sesyjny (ur. 1947)[166]
- 30 marca
  - Casey Benjamin – amerykański saksofonista i klawiszowiec (ur. 1978)[167][168]
  - Ryszard Mieczysław Klisowski – polski kompozytor, skrzypek, teoretyk muzyki, pedagog muzyczny, poeta, publicysta (ur. 1937)[169]
- 1 kwietnia
  - Vera Svoboda – chorwacka piosenkarka (ur. 1936)[170]
- 2 kwietnia
  - Jerry Abbott – amerykański muzyk country, autor tekstów, producent muzyczny (ur. 1942)[171]
- 3 kwietnia
  - Albert Heath – amerykański perkusista jazzowy (ur. 1935)[172]
  - Kalevi Kiviniemi – fiński organista klasyczny (ur. 1958)[173]
  - Jacek Weiss – polski pianista, nauczyciel akademicki i działacz związkowy, profesor nauk muzycznych (ur. 1938)[174]
- 4 kwietnia
  - Nicholas Folwell – brytyjski śpiewak operowy (baryton) (ur. 1953)[175]
  - Keith LeBlanc – amerykański perkusista i producent nagrań (ur. 1954)[176]
- 5 kwietnia
  - C.J. Snare – amerykański wokalista, klawiszowiec, producent nagrań; muzyk zespołu FireHouse (ur. 1959)[177]
- 7 kwietnia
  - Michael Boder – niemiecki dyrygent operowy (ur. 1958)[178]
  - Clarence Henry – amerykański piosenkarz i pianista R&B (ur. 1937)[179]
  - Joe Viera – niemiecki saksofonista jazzowy, pedagog (ur. 1932)[180]
- 9 kwietnia
  - Gianni Meccia – włoski piosenkarz, kompozytor, autor tekstów i producent muzyczny (ur. 1931)[181]
- 11 kwietnia
  - Park Bo-ram – południowokoreańska piosenkarka (ur. 1994)[182]
- 13 kwietnia
  - Richard Horowitz – amerykański kompozytor muzyki filmowej (ur. 1949)[183]
- 14 kwietnia
  - Calvin Keys – amerykański gitarzysta jazzowy (ur. 1942)[184]
- 18 kwietnia
  - Dickey Betts – amerykański gitarzysta, piosenkarz, autor tekstów, kompozytor (ur. 1943)[185]
  - Mandisa – amerykańska piosenkarka gospel (ur. 1976)[186]
- 20 kwietnia
  - Andrew Davis – angielski dyrygent i pianista (ur. 1944)[187]
- 21 kwietnia
  - Michael Cuscuna – amerykański jazzman, multiinstrumentalista, producent muzyczny (ur. 1948)[188]
  - Alex Hassilev – amerykański muzyk folkowy, wokalista, gitarzysta i bandżysta (ur. 1932)[189]
  - Chan Romero – amerykański piosenkarz rock’n’roll (ur. 1941)[190]
- 24 kwietnia
  - Michael Pinder – angielski muzyk rockowy, klawiszowiec i wokalista zespołu The Moody Blues (ur. 1941)[191]
- 26 kwietnia
  - Robin George, właśc. Robin Charles George Sidebotham – brytyjski gitarzysta i wokalista rockowy oraz producent muzyczny (ur. 1956)[192]
  - Renna Kellaway – brytyjska pianistka i pedagog muzyczny (ur. 1931)[193]
  - Frank Wakefield – amerykański mandolinista bluegrass (ur. 1934)[194]
- 28 kwietnia
  - Norman Carol – amerykański skrzypek klasyczny, wieloletni koncertmistrz Orkiestry Filadelfijskiej (ur. 1928)[195]
- 30 kwietnia
  - Duane Eddy – amerykański muzyk rockowy, gitarzysta i kompozytor (ur. 1938)[196]
- 1 maja
  - Richard Tandy – angielski keyboardzista rockowy, basista, gitarzysta i wokalista; muzyk grupy Electric Light Orchestra (ur. 1948)[197][198]
- 2 maja
  - John Pisano – amerykański gitarzysta jazzowy (ur. 1931)[199]
- 3 maja
  - Jim Mills – amerykański bandżysta bluegrass (ur. 1966)[200]
- 6 maja
  - Bill Holman – amerykański saksofonista jazzowy, kompozytor, aranżer, bandleader (ur. 1927)[201]
  - Wayland Holyfield – amerykański autor piosenek country (ur. 1942)[202]
  - Christiane Stefanski – belgijska piosenkarka (ur. 1949)[203]
  - Jacek Zieliński – polski wokalista, trębacz, skrzypek, aranżer i kompozytor, współzałożyciel zespołu Skaldowie (ur. 1946)[204]
- 7 maja
  - Steve Albini – amerykański gitarzysta rockowy, wokalista, autor tekstów, kompozytor, dziennikarz muzyczny, inżynier dźwięku (ur. 1962)[205][206]
  - Phil Wiggins – amerykański harmonijkarz ustny, bluesman; muzyk duetu Cephas & Wiggins (ur. 1954)[207]
  - Jan Ptaszyn Wróblewski – polski saksofonista jazzowy, kompozytor, aranżer, dyrygent, publicysta i dziennikarz radiowy (ur. 1936)[208]
- 9 maja
  - Dennis Thompson – amerykański perkusista rockowy, muzyk zespołu MC5 (ur. 1948)[209]
- 12 maja
  - David Sanborn – amerykański saksofonista popowo-jazzowy; sześciokrotny zdobywca Nagrody Grammy (ur. 1945)[210]
- 13 maja
  - Christian Escoudé – francuski gitarzysta jazzowy (ur. 1947)[211]
  - Luis María Serra – argentyński kompozytor muzyki filmowej (ur. 1941)[212]
  - Piotr Jan Ulatowski – polski pianista, kompozytor (ur. 1958)[213][214]
- 14 maja
  - Jimmy James – brytyjski piosenkarz soul, reggae, ska jamajskiego pochodzenia (ur. 1940)[215]
- 18 maja
  - Palle Danielsson – szwedzki kontrabasista jazzowy (ur. 1946)[216][217]
  - Frank Ifield – brytyjski piosenkarz country (ur. 1937)[218]
  - John Koerner – amerykański gitarzysta bluesowy, wokalista i autor piosenek (ur. 1938)[219]
  - Jerrold Northrop Moore – amerykański muzykolog (ur. 1934)[220]
  - Jon Wysocki – amerykański muzyk, perkusista nurtu alternative metal, muzyk zespołu Staind (ur. 1971)[221][222]
- 21 maja
  - Jan A.P. Kaczmarek – polski kompozytor muzyki filmowej, laureat Oskara za muzykę do filmu Marzyciel (ur. 1953)[223]
  - Kiane Zawadi – amerykański puzonista jazzowy (ur. 1932)[224]
- 24 maja
  - Doug Ingle – amerykański organista rockowy, kompozytor i wokalista; założyciel zespołu Iron Butterfly (ur. 1945)[225]
- 25 maja
  - Richard M. Sherman – amerykański kompozytor muzyki filmowej i teatralnej, autor tekstów piosenek (ur. 1928)[226]
- 27 maja
  - Rodger Fox – nowozelandzki trębacz jazzowy, edukator (ur. 1953)[227]
  - Francesco Petrozzi – peruwiański śpiewak (tenor liryczny), polityk (ur. 1961)[228]
  - Stefan Wojtas – polski pianista i pedagog, doktor sztuk muzycznych (ur. 1943)[229]
- 29 maja
  - Mansour Seck – senegalski piosenkarz i gitarzysta (ur. 1955)[230]
- 1 czerwca
  - Harry van Hoof – holenderski dyrygent, kompozytor i aranżer (ur. 1943)[231]
- 2 czerwca
  - Emma Lou Diemer – amerykańska kompozytorka (ur. 1927)[232]
  - Colin Gibb – brytyjski wokalista, muzyk zespołu Black Lace (ur. 1953)[233]
- 3 czerwca
  - Brother Marquis – amerykański raper (ur. 1967)[234]
- 5 czerwca
  - Rosalina Neri – włoska aktorka i piosenkarka (ur. 1927)[235]
  - Rose-Marie – północnoirlandzka piosenkarka, aktorka, osobowość telewizyjna (ur. 1956)[236]
- 7 czerwca
  - Ernstalbrecht Stiebler – niemiecki kompozytor muzyki eksperymentalnej (ur. 1934)[237]
- 8 czerwca
  - Mark James – amerykański piosenkarz, kompozytor i autor tekstów (ur. 1940)[238]
  - Waldemar Kurpiński – polski saksofonista i klarnecista jazzowy (ur. 1939)[239]
- 9 czerwca
  - Michał Hochman – polski piosenkarz, gitarzysta (ur. 1944)[240]
  - Alex Riel – duński perkusista jazzowy i rockowy (ur. 1940)[241]
- 11 czerwca
  - Enchanting, właśc. Channing Nicole Larry – amerykańska raperka, piosenkarka i autorka tekstów (ur. 1997)[242]
  - Françoise Hardy – francuska piosenkarka i aktorka (ur. 1944)[243][244]
  - Arthur Hendrickson – brytyjski wokalista ska, muzyk zespołu The Selecter (ur. 1951)[245]
  - Éric Tappy – szwajcarski śpiewak operowy (tenor liryczny) (ur. 1931)[246]
- 13 czerwca
  - Angela Bofill – amerykańska piosenkarka i autorka tekstów (ur. 1954)[247]
  - Paul Sperry – amerykański śpiewak (tenor) (ur. 1934)[248]
- 16 czerwca
  - Jodie Devos – belgijska śpiewaczka operowa (sopran koloraturowy) (ur. 1988)[249][250]
- 18 czerwca
  - James Chance – amerykański saksofonista nurtu no wave, klawiszowiec i wokalista (ur. 1953)[251]
- 19 czerwca
  - James Loughran – szkocki dyrygent (ur. 1931)[252]
  - Tom Prasada-Rao – amerykański muzyk folkowy etiopskiego pochodzenia (ur. 1958)[253]
- 20 czerwca
  - Margarita Voites – estońska śpiewaczka operowa (sopran koloraturowy) (ur. 1936)[254]
- 23 czerwca
  - Bogdan Ignatowski – polski bandżysta jazzowy, także gitarzysta i wokalista (ur. 1931)[255]
  - Nigel Perrin – brytyjski śpiewak i dyrygent chóralny; muzyk zespołu The King’s Singers (ur. 1947)[256]
- 24 czerwca
  - Seth Binzer – amerykański wokalista, frontman i współzałożyciel zespołu Crazy Town (ur. 1974)[257]
- 27 czerwca
  - Kinky Friedman – amerykański piosenkarz country, autor piosenek, satyryk i polityk (ur. 1944)[258]
  - Aleksandr Knajfiel – radziecki i rosyjski kompozytor (ur. 1943)[259][260]
  - David Read – brytyjski kornecista (ur. 1933)[261]
- 28 czerwca
  - Maria Białkowska-Dublasiewicz – polska dyrygentka (ur. 1940)[262][263]
- 29 czerwca
  - Szabolcs Esztényi – polski pianista, improwizator, kompozytor i pedagog muzyczny pochodzenia węgierskiego (ur. 1939)[264]
- 30 czerwca
  - Wacław Panek – polski muzykolog, doktor nauk humanistycznych, pisarz, dziennikarz, krytyk i publicysta muzyczny (ur. 1948)[265]
- 1 lipca
  - Fausto Bordalo Dias – portugalski piosenkarz, gitarzysta i kompozytor (ur. 1948)[266]
- 5 lipca
  - Liana Isakadze – gruzińska skrzypaczka i dyrygentka (ur. 1946)[267]
- 6 lipca
  - Pino D’Angiò, właśc. Giuseppe Chierchia – włoski piosenkarz italo disco (ur. 1952)[268]
  - Joe Egan – szkocki piosenkarz i autor piosenek (ur. 1946)[269]
- 7 lipca
  - Jim Rotondi – amerykański trębacz jazzowy, kompozytor, aranżer, pedagog (ur. 1962)[270]
- 8 lipca
  - Tadeusz Woźniak – polski muzyk, kompozytor, wokalista (ur. 1947)[271]
- 9 lipca
  - Joe Bonsall – amerykański wokalista (tenor), muzyk zespołu gatunku country i gospel The Oak Ridge Boys (ur. 1948)[272]
- 10 lipca
  - Dave Loggins – amerykański piosenkarz, gitarzysta i autor piosenek (ur. 1947)[273]
- 13 lipca
  - Ruth Hesse – niemiecka śpiewaczka operowa (mezzosopran i alt) (ur. 1936)[274]
- 14 lipca
  - Sarah Gibson – amerykańska pianistka i kompozytorka (ur. 1986)[275]
- 15 lipca
  - Édith Lejet – francuska kompozytorka i pedagog muzyczny (ur. 1941)[276]
  - Tomcraft, właśc. Thomas Brückner – niemiecki DJ i producent muzyki elektronicznej (ur. 1975)[277]
  - Heather Wood – angielska piosenkarka folkowa (ur. 1945)[278]
- 16 lipca
  - April Cantelo – angielska śpiewaczka operowa (sopran) (ur. 1928)[279]
  - Bernice Johnson Reagon – amerykańska piosenkarka, kompozytorka, działaczka społeczna (ur. 1942)[280]
  - Irène Schweizer – szwajcarska pianistka jazzowa (ur. 1941)[281]
- 17 lipca
  - Happy Traum – amerykański muzyk folkowy (ur. 1938)[282]
- 18 lipca
  - Jerry Fuller – amerykański autor tekstów, piosenkarz, producent nagrań (ur. 1938)[283]
- 19 lipca
  - Toumani Diabaté – malijski muzyk, wirtuoz kory (ur. 1965)[284]
- 20 lipca
  - Jerry Miller – amerykański wokalista, gitarzysta, autor tekstów piosenek, członek zespołu Moby Grape (ur. 1943)[285]
  - Sandy Posey – amerykańska piosenkarka (ur. 1944)[286]
- 21 lipca
  - Evelyn Thomas – amerykańska piosenkarka disco (ur. 1953)[287]
  - Jōji Yuasa – japoński kompozytor (ur. 1929)[288]
- 22 lipca
  - Jerzy Artysz – polski śpiewak operowy (baryton), pedagog muzyczny (ur. 1930)[289]
  - Wiesław Bednarek – polski śpiewak operowy (baryton) (ur. 1950)[290]
  - Duke Fakir – amerykański wokalista soulowy, muzyk zespołu The Four Tops (ur. 1935)[291]
  - John Mayall – angielski multiinstrumentalista, kompozytor, bluesman, pionier muzyki rockowej (ur. 1933)[292]
- 25 lipca
  - Benjamin Luxon – angielski śpiewak operowy (baryton) (ur. 1937)[293]
  - Romana Szyszko-Budycka – polska aktorka estradowa i piosenkarka (ur. 1928)[294]
- 27 lipca
  - Derek Garside – angielski kornecista (ur. 1930)[295]
  - Mísia, właśc. Susana Maria Alfonso de Aguiar – portugalska pieśniarka fado (ur. 1955)[296][297]
  - Wolfgang Rihm – niemiecki kompozytor i pedagog (ur. 1952)[298]
- 28 lipca
  - Chino XL, właśc. Derek Keith Barbosa – amerykański raper (ur. 1974)[299]
  - Martin Phillipps – nowozelandzki piosenkarz, gitarzysta, autor piosenek; muzyk zespołu The Chills (ur. 1963)[300]
- 31 lipca
  - DJ Randall – brytyjski DJ i producent muzyczny (ur. 1970)[301]
- 3 sierpnia
  - Antônio Meneses – brazylijski wiolonczelista, wykładowca akademicki (ur. 1957)[302]
- 4 sierpnia
  - Miguel Ángel Gómez Martínez – hiszpański dyrygent i kompozytor (ur. 1949)[303]
- 7 sierpnia
  - Jack Russell – amerykański muzyk rockowy, wokalista zespołu Great White (ur. 1960)[304]
- 10 sierpnia
  - Celestina Casapietra – włoska śpiewaczka operowa (sopran) (ur. 1938)[305]
- 12 sierpnia
  - Harold Meltzer – amerykański kompozytor (ur. 1966)[306]
- 13 sierpnia
  - Greg Kihn – amerykański muzyk rockowy, wokalista i gitarzysta zespołu The Greg Kihn Band, powieściopisarz (ur. 1949)[307]
- 14 sierpnia
  - Charles Blackwell – angielski aranżer, producent muzyczny i autor tekstów (ur. 1940)[308]
- 16 sierpnia
  - Tore Ylwizaker – norweski muzyk rockowy, gitarzysta i klawiszowiec zespołu Ulver (ur. 1970)[309]
- 17 sierpnia
  - Ludwik Bielawski – polski etnomuzykolog, teoretyk muzyki (ur. 1929)[310]
- 19 sierpnia
  - Mirosław Jastrzębski – polski kompozytor, muzyk (ur. 1945)[311]
- 21 sierpnia
  - Rolf Bækkelund – norweski skrzypek i dyrygent (ur. 1925)[312]
- 23 sierpnia
  - Russell Malone – amerykański gitarzysta jazzowy (ur. 1963)[313]
  - Catherine Ribeiro – francuska piosenkarka (ur. 1941)[314]
- 24 sierpnia
  - Zbigniew Bagiński – polski kompozytor i pedagog (ur. 1949)[315]
  - Siegfried Lorenz – niemiecki śpiewak operowy (baryton), wykładowca akademicki (ur. 1945)[316]
- 26 sierpnia
  - Alexander Goehr – brytyjski kompozytor pochodzenia niemieckiego (ur. 1932)[317]
- 27 sierpnia
  - Howard Crook – amerykański śpiewak operowy (tenor liryczny) (ur. 1947)[318]
  - Rena Rolska – polska piosenkarka (ur. 1932)[319]
- 28 sierpnia
  - Pete Wade – amerykański gitarzysta country (ur. 1934)[320]
- 30 sierpnia
  - Fatman Scoop, właśc. Isaac Freeman III – amerykański raper i producent muzyczny (ur. 1968)[321]
- 2 września
  - James Darren, właśc. James William Ercolani – amerykański aktor, reżyser, piosenkarz (ur. 1936)[322]
  - Władimir Turijanski – rosyjski poeta, kompozytor, bard (ur. 1935)[323]
- 4 września
  - Borisav Đorđević – serbski piosenkarz i autor tekstów, muzyk zespołu Riblja čorba (ur. 1952)[324]
- 5 września
  - Herbie Flowers – angielski gitarzysta basowy, kontrabasista i tubista (ur. 1938)[325][326]
  - Martin France – brytyjski perkusista jazzowy (ur. 1964)[327]
  - Sérgio Mendes – brazylijski pianista, tworzący głównie bossa novę i sambę (ur. 1941)[328]
  - Rich Homie Quan, właśc. Dequantes Devontay Lamar – amerykański raper, piosenkarz i autor tekstów (ur. 1989)[329]
  - Screamin’ Scott Simon – amerykański pianista rock ’n’ rollowy (ur. 1948)[330]
  - Władysław Słowiński – polski kompozytor, dyrygent i animator życia muzycznego (ur. 1930)[331]
- 6 września
  - Lucine Amara – amerykańska śpiewaczka operowa (sopran) (ur. 1925)[332]
  - Will Jennings – amerykański autor tekstów piosenek, m.in. „Tears in Heaven”, „Higher Love” i „My Heart Will Go On” (ur. 1944)[333]
- 8 września
  - Zoot Money – angielski wokalista, klawiszowiec, bandleader (ur. 1942)[334]
  - Ben Thapa – angielski śpiewak operowy (tenor) (ur. 1982)[335]
- 9 września
  - Deborah Roberts – angielska śpiewaczka chóralna (sopran), dyrygent i dyrektor artystyczny (ur. 1952)[336]
  - Caterina Valente – włoska piosenkarka, gitarzystka, tancerka i aktorka (ur. 1931)[337][338]
- 10 września
  - Frankie Beverly – amerykański piosenkarz soulowo-funkowy, autor tekstów i producent muzyczny (ur. 1946)[339]
- 13 września
  - Bojan Bujić – brytyjski muzykolog pochodzenia chorwackiego (ur. 1937)[340]
  - Tommy Cash – amerykański muzyk country, brat Johnny’ego Casha (ur. 1940)[341]
- 15 września
  - Tito Jackson – amerykański piosenkarz, gitarzysta, członek The Jackson 5; brat Michaela Jacksona i Janet Jackson (ur. 1953)[342]
- 16 września
  - Billy Edd Wheeler – amerykański autor tekstów piosenek, performer, pisarz i artysta wizualny (ur. 1932)[343]
- 17 września
  - Felicjan Andrzejczak – polski piosenkarz, wokalista zespołu Budka Suflera w latach 1982–1983 (ur. 1948)[344]
  - J.D. Souther – amerykański piosenkarz, aktor, autor tekstów piosenek (ur. 1945)[345]
- 18 września
  - Nick Gravenites – amerykański piosenkarz bluesowy, rockowy i folkowy, autor tekstów i gitarzysta (ur. 1938)[346]
- 20 września
  - Kathryn Grant Crosby – amerykańska aktorka i piosenkarka (ur. 1933)[347]
  - Sayuri – japońska piosenkarka i tekściarka (ur. 1996)[348][349]
- 21 września
  - Benny Golson – amerykański saksofonista jazzowy, kompozytor i aranżer (ur. 1929)[350][351]
- 24 września
  - Cat Glover – amerykańska choreografka, tancerka, piosenkarka i raperka (ur. 1962)[352][353]
  - Ken Howard – angielski kompozytor, autor tekstów piosenek, reżyser telewizyjny (ur. 1939)[354]
- 27 września
  - Jadwiga Romańska – polska śpiewaczka operowa (sopran), primadonna Opery Krakowskiej, profesor sztuk muzycznych (ur. 1928)[355]
- 28 września
  - Kris Kristofferson – amerykański aktor, piosenkarz, kompozytor i autor tekstów piosenek; legenda muzyki folk i country (ur. 1936)[356]
- 29 września
  - Rohan de Saram – brytyjski wiolonczelista pochodzenia lankijskiego (ur. 1939)[357]
  - Martin Lee – angielski piosenkarz pop, muzyk zespołu Brotherhood of Man (ur. 1946)[358]
- 30 września
  - Gavin Creel – amerykański aktor i wokalista (ur. 1976)[359]
  - Farida, właśc. Concetta Gangi – włoska piosenkarka pop (ur. 1946)[360]
  - Ken Page – amerykański aktor musicalowy (teatralny), filmowy i wokalista kabaretowy (ur. 1954)[361]
- 1 października
  - Wiaczesław Dobrynin – rosyjski piosenkarz i kompozytor pochodzenia ormiańskiego (ur. 1946)[362]
- 3 października
  - Terje Bjørklund – norweski pianista i kompozytor jazzowy (ur. 1945)[363]
- 5 października
  - Mimis Plessas – grecki kompozytor, dyrygent, pianista (ur. 1924)[364]
- 6 października
  - Johnny Neel – amerykański muzyk rockowy, klawiszowiec zespołu The Allman Brothers Band (ur. 1954)[365]
- 7 października
  - Cissy Houston – amerykańska piosenkarka soul i gospel; matka Whitney Houston (ur. 1933)[366]
- 9 października
  - Leif Segerstam – fiński dyrygent, skrzypek i kompozytor (ur. 1944)[367][368]
- 10 października
  - Adam Abeshouse – amerykański inżynier dźwięku, producent muzyczny, skrzypek (ur. 1961)[369]
- 11 października
  - John Barstow – angielski pianista i pedagog muzyczny (ur. 1937)[370]
- 12 października
  - Ka – amerykański raper (ur. 1972)[371]
  - Francis McPeake – irlandzki dudziarz (ur. 1942)[372]
- 13 października
  - Libby Titus – amerykańska piosenkarka, autorka tekstów piosenek (ur. 1947)[373]
- 16 października
  - Liam Payne – brytyjski wokalista, autor tekstów, członek zespołu One Direction (ur. 1993)[374]
- 19 października
  - Grzegorz Łomnicki – polski perkusista rockowy, muzyk zespołu Fort BS (ur. 1968)[375]
- 20 października
  - Barbara Dane, właśc. Barbara Jean Spillman – amerykańska piosenkarka folkowa, bluesowa i jazzowa, gitarzystka, producent muzyczny (ur. 1927)[376]
  - Janusz Olejniczak – polski pianista, pedagog muzyczny (ur. 1952)[377]
- 21 października
  - Paul Di’Anno, właśc. Paul Andrews – angielski wokalista heavymetalowy, muzyk zespołu Iron Maiden (ur. 1958)[378]
  - Vojtěch Havel – czeski kompozytor, pianista i wiolonczelista (ur. 1962)[379]
- 22 października
  - Claire Daly – amerykańska saksofonistka i kompozytorka (ur. 1958)[380]
- 23 października
  - Jack Jones – amerykański piosenkarz (ur. 1938)[381]
  - Linda LaFlamme – amerykańska autorka tekstów piosenek, pianistka (ur. 1939)[382]
- 25 października
  - Phil Lesh – amerykański muzyk, członek zespołu Grateful Dead (ur. 1940)[383]
  - Włodzimierz Szymański – polski dyrygent, specjalista muzyki dawnej (ur. 1944)[384]
- 28 października
  - Manuel „Guajiro” Mirabal – kubański trębacz, muzyk zespołu Buena Vista Social Club (ur. 1933)[385]
- 29 października
  - Nadia Cattouse – brytyjska aktorka i piosenkarka (ur. 1924)[386]
- 30 października
  - Arthur Moreira Lima – brazylijski pianista, laureat II nagrody VII Konkursu Chopinowskiego (1965) (ur. 1940)[387][388]
- 31 października
  - Sarah Leonard – angielska śpiewaczka (sopran) (ur. 1953)[389]
  - Mieczysław Mazur – polski pianista jazzowy, organista, kontrabasista, kompozytor, aranżer (ur. 1943)[390]
- 3 listopada
  - Quincy Jones – amerykański kompozytor, trębacz, aranżer i producent muzyczny (ur. 1933)[391]
- 4 listopada
  - Tyka Nelson – amerykańska piosenkarka, siostra Prince’a (ur. 1960)[392]
  - Renato Serio – włoski kompozytor, dyrygent i aranżer (ur. 1946)[393]
- 9 listopada
  - Lou Donaldson – amerykański saksofonista jazzowy (ur. 1926)[394]
  - Ella Jenkins – amerykańska piosenkarka i autorka tekstów (ur. 1924)[395]
  - Pepe Justicia – hiszpański gitarzysta flamenco (ur. 1960)[396][397]
  - Ram Narayan – hinduski muzyk, wirtuoz sarangi (ur. 1927)[398]
- 11 listopada
  - Papa Noël, właśc. Antoine Nedule Monswet – kongijski gitarzysta jazzowy, kompozytor i autor tekstów (ur. 1940)[399]
- 12 listopada
  - Roy Haynes – amerykański perkusista jazzowy (ur. 1925)[400]
- 13 listopada
  - Shel Talmy – amerykański producent muzyczny, autor tekstów i aranżer (ur. 1937)[401]
- 14 listopada
  - Dennis Bryon – szkocki perkusista rockowy, muzyk zespołu Bee Gees (ur. 1949)[402][403]
  - Vic Flick, właśc. Victor Harold Flick – brytyjski gitarzysta, kompozytor, muzyk sesyjny (ur. 1937)[404]
  - Peter Sinfield – angielski producent muzyczny, poeta i autor tekstów (ur. 1943)[405]
- 15 listopada
  - Romualds Kalsons – łotewski kompozytor (ur. 1936)[406]
- 18 listopada
  - Odile Bailleux – francuska klawesynistka i organistka (ur. 1939)[407]
  - Charles Dumont – francuski piosenkarz i kompozytor (ur. 1929)[389]
  - György Pauk – węgierski skrzypek, pedagog muzyczny (ur. 1936)[408]
  - Colin Petersen – australijski perkusista i producent muzyczny, członek grupy Bee Gees (ur. 1946)[402][403]
- 20 listopada
  - Andy Paley – amerykański autor tekstów, producent muzyczny, kompozytor i multiinstrumentalista (ur. 1952)[409]
- 24 listopada
  - Helen Gallagher – amerykańska aktorka, tancerka i piosenkarka (ur. 1926)[410]
- 30 listopad
  - Ryszard Poznakowski – polski muzyk, kompozytor i aranżer (ur. 1946)[411]
- 1 grudnia
  - Włodzimierz Halik – polski muzyk jazzowy, grający na kontrabasie i saksofonie basowym; członek zespołu Hagaw (ur. 1940)[412]
- 2 grudnia
  - Marlos Nobre – brazylijski kompozytor (ur. 1939)[413]
- 3 grudnia
  - Maria Szymanowicz – polska organistka i muzykolog (ur. 1955)[414]
- 6 grudnia
  - Angela Alvarez – amerykańska piosenkarka kubańskiego pochodzenia (ur. 1927)[415]
  - Miho Nakayama – japońska aktorka, piosenkarka, modelka (ur. 1970)[416]
  - Dickie Rock – irlandzki piosenkarz (ur. 1936)[417][418]
- 12 grudnia
  - Martial Solal – francuski pianista jazzowy, kompozytor (ur. 1927)[419]
- 15 grudnia
  - Zakir Hussain – indyjski perkusjonista, tablista (ur. 1951)[420]
- 16 grudnia
  - Anita Bryant – amerykańska piosenkarka i działaczka chrześcijańska (ur. 1940)[421]
  - Rodessa Barrett Porter – amerykańska piosenkarka gospel (ur. 1930)[422]
- 17 grudnia
  - Alfa Anderson – amerykańska piosenkarka disco (ur. 1946)[423][424]
  - Mike Brewer – amerykański muzyk (ur. 1944)[425]
  - Patricia Johnson – angielska śpiewaczka operowa (mezzosopran) (ur. 1929)[426]
  - Colin Tilney – kanadyjski klawesynista, pianista, pedagog (ur. 1933)[427]
- 18 grudnia
  - Stanisław Cieślak – polski puzonista i pianista jazzowy (ur. 1943)[428]
  - Slim Dunlap – amerykański gitarzysta rockowy i autor piosenek, muzyk zespołu The Replacements (ur. 1951)[429][430]
- 19 grudnia
  - Gaboro – szwedzki raper i autor tekstów (ur. 2000)[431]
- 20 grudnia
  - Sugar Pie DeSanto, właśc. Peylia Marsema Balinton – amerykańska piosenkarka i tancerka R&B (ur. 1935)[432]
  - Helena Zeťová – czeska piosenkarka (ur. 1980)[433]
- 24 grudnia
  - Richard Perry – amerykański producent muzyczny (ur. 1942)[434]
- 26 grudnia
  - OG Maco, właśc. Benedict Chiajulam Ihesiba Jr. – amerykański raper (ur. 1992)[435]
- 28 grudnia
  - Barre Phillips – amerykański kontrabasista jazzowy (ur. 1934)[436]
  - Josh White Jr. – amerykański muzyk bluesowy i folkowy (ur. 1940)[437]
- 29 grudnia
  - Kazimierz Galaś – polski autor tekstów piosenek m.in. zespołu Dżem (ur. 1959)[438][439]
- 30 grudnia
  - Irena Brodzińska – polska śpiewaczka operetkowa, tancerka, aktorka teatralna i filmowa (ur. 1933)[440]
- 31 grudnia
  - Tom Johnson – amerykański kompozytor, krytyk muzyczny (ur. 1939)[441]

Data dzienna nieznana
- czerwiec lub lipiec
  - Falko Ochsenknecht – niemiecki aktor niezawodowy i piosenkarz (ur. 1984)[442]
- listopad
  - Bob Bryar – amerykański perkusista, członek zespołu My Chemical Romance (ur. 1979)[443]
- grudzień
  - John Sykes – angielski gitarzysta i wokalista heavymetalowy (ur. 1959)[444][445]

## Nagrody
- 22 marca – Fryderyki 2024 Gala Muzyki Rozrywkowej i Jazzu[446]
- 5 września – 33. Mercury Prize – English Teacher This Could Be Texas[447][448][449]